# Municipio de Franklin (condado de Monroe, Ohio)
El municipio de Franklin (en inglés: Franklin Township) es un municipio ubicado en el condado de Monroe en el estado estadounidense de Ohio. En el año 2010 tenía una población de 427 habitantes y una densidad poblacional de 6,93 personas por km².

## Geografía
El municipio de Franklin se encuentra ubicado en las coordenadas 39°43′46″N 81°17′3″O / 39.72944, -81.28417. Según la Oficina del Censo de los Estados Unidos, el municipio tiene una superficie total de 61.61 km², de la cual 61,6 km² corresponden a tierra firme y (0,01 %) 0,01 km² es agua.

## Demografía
Según el censo de 2010, había 427 personas residiendo en el municipio de Franklin. La densidad de población era de 6,93 hab./km². De los 427 habitantes, el municipio de Franklin estaba compuesto por el 96,96 % blancos, el 0,94 % eran afroamericanos, el 0,23 % eran amerindios y el 1,87 % eran de una mezcla de razas. Del total de la población el 0 % eran hispanos o latinos de cualquier raza.